# Svenska Floyd
Svenska Floyd är en svensk dramafilm från 1961 i regi av Börje Nyberg.
Carl-Gustaf Lindstedt gör en frodig studie av boxaren Svenska Floyd – "Flosse". Den världsberömde boxaren åker ner till Italien för att ta hem världsmästartiteln. Väl där nere träffar han nattklubbssångerskan och pangbrallisen Lollo som spelas av Lill-Babs. Man får bland annat höra henne sjunga succémelodin "En tuff brud i lyxförpackning".

## Om filmen
Filmen premiärvisades 10 juli 1961 på biograferna Astoria och Victoria i Stockholm. Inspelningen utfördes vid Sandrewateljéerna i Stockholm med exteriörer från Rapallo i Italien av Hilding Bladh. Som förlaga har man Carl-Gustaf Lindstedts och Rune Mobergs pjäs Svenska Floyd som uruppfördes på Nöjeskatten i Stockholm 1960.

## Roller i urval
- Carl-Gustaf Lindstedt – Flosse alias boxaren Svenska Floyd från Nockeby
- Arne Källerud – Arne Redig, hans tränare
- Barbro "Lill-Babs" Svensson – Lollo Fillipini, italiensk pangbrallis
- Nils Asther – Vincent Mitella, amerikansk promotor för International Ganger Service IGS
- Siv Ericks – Carina, innehavare av pensionatet Casa Carina
- Jan Malmsjö – Riccy, Mitellas hantlangare
- Hans Lindgren – Mario Antonio Sebastian Fillipini, Lollos bror
- Eric Stolpe – boxningspromotorn
- Ulf Andersson – matchutroparen
- Astrid Bodin – Flosses mamma
- Carl-Axel Elfving – reportern för Sveriges Piratradio vid ringside
- Karl Erik Flens – matchläkaren
- Claes Esphagen – Flosses sekond
- Anders Bauer – TV-reportern
- Ann-Mari Wiman – journalisten
- Åke Harnesk – Fimpan Elgerud, TV-intervjuaren
- Ulf Andersson (boxare) – Jack "Killer" Jonsson/stuntman

## Musik i filmen
- Fresh Up, kompositör Peter Dennis, instrumental.
- Jag gick mig ut en afton, sång Carl-Gustaf Lindstedt
- The Picnic Song (Uti skogen ska vi gå), kompositör och text Carmen Dello och Theresa Dello, svensk text Povel Ramel', sång Carl-Gustaf Lindstedt
- Ack, Värmeland du sköna ( Värmlandssången), text Anders Fryxell, sång Carl-Gustaf Lindstedt
- Nenna, kompositör Biago Valente, text Biago Valente och Emilio D'Ambrosio, framförs på italienska av Biagio Valente.
- I Agree To Be Your Slave, kompositör Simon Brehm och Sven Paddock, text Sven Paddock och Gösta Stevens, sång Carl-Gustaf Lindstedt och Nils Asther
- Torna a Surriento!, kompositör Ernesto De Curtis, text Giambattista De Curtis, framförs visslande av Arne Källerud
- En svenska flicka, kompositör och text Per Lindqvist, sång Hans Lindgren
- Vad vore livet utan Cha-Cha, kompositör Simon Brehm och Sven Paddock, text Sven Paddock och Gösta Stevens, sång Barbro "Lill-Babs" Svensson
- En tuff brud i lyxförpackning, kompositör Simon Brehm och Sven Paddock, text Sven Paddock och Gösta Stevens
- Knock-out, kompositör Simon Brehm och Sven Paddock, text Sven Paddock och Gösta Stevens, sång Barbro "Lill-Babs" Svensson

## DVD
Filmen gavs ut på DVD 2011.